# 北京同步辐射装置
北京同步辐射装置（英語：Beijing Synchroton Radiation Facility，缩写BSRF）是位于北京市石景山区的一所大型科学设施，隶属中国科学院高能物理研究所。该装置于1991年建成，目前是中国唯一运行的硬X射线同步辐射装置。